# Ionenbron
Een ionenbron is een elektromagnetisch apparaat dat elektrisch neutrale atomen of moleculen kan voorzien van elektrische lading door ionisatie (waardoor deze een positieve polariteit krijgen) of door het toevoegen van elektronen (waardoor deze een negatieve polariteit krijgen). Aldus geproduceerde ionen kunnen worden gebruikt voor ionenimplantatie bij de productie van halfgeleiders of in apparatuur zoals een massaspectrometer of een deeltjesversneller.